# Authon-la-Plaine
Pour les articles homonymes, voir Authon.
Authon-la-Plaine (prononcé [ot̪ɔ̃ la plɛn] ) est une commune française située dans le département de l'Essonne en région Île-de-France.

## Géographie

### Situation

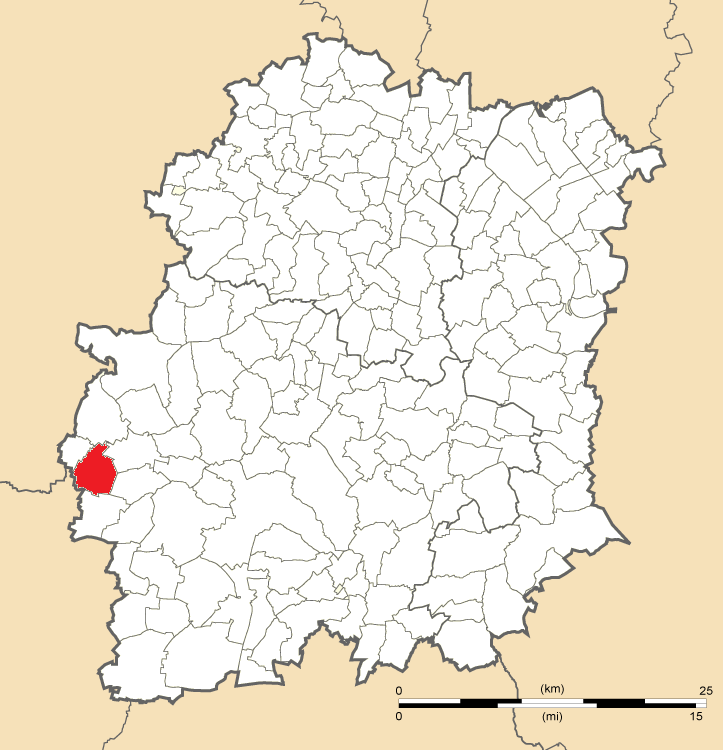
Position d’Authon-la-Plaine en Essonne.

Authon-la-Plaine est située à cinquante-quatre kilomètres au sud-ouest de Paris-Notre-Dame, point zéro des routes de France, quarante-et-un kilomètres au sud-ouest d'Évry, quinze kilomètres à l'ouest d'Étampes, neuf kilomètres au sud-ouest de Dourdan, vingt-sept kilomètres au sud-ouest d'Arpajon, vingt-neuf kilomètres au sud-ouest de La Ferté-Alais, trente-et-un kilomètres entre Montlhéry, trente-six kilomètres au sud-ouest de Palaiseau, trente-huit kilomètres au nord-ouest de Milly-la-Forêt, quarante-deux kilomètres au sud-ouest de Corbeil-Essonnes.
La commune se trouve dans l'aire urbaine de Paris, dans la zone d'emploi d'Étampes et dans le bassin de vie de Dourdan

### Communes limitrophes
Les communes limitrophes sont Corbreuse, Garancières-en-Beauce, Chatignonville, Plessis-Saint-Benoist, Richarville et Saint-Escobille.

### Géologie et relief
La superficie de la commune est de 10,59 km2 ; son altitude varie de 147  à   157 mètres. 

### Hydrographie

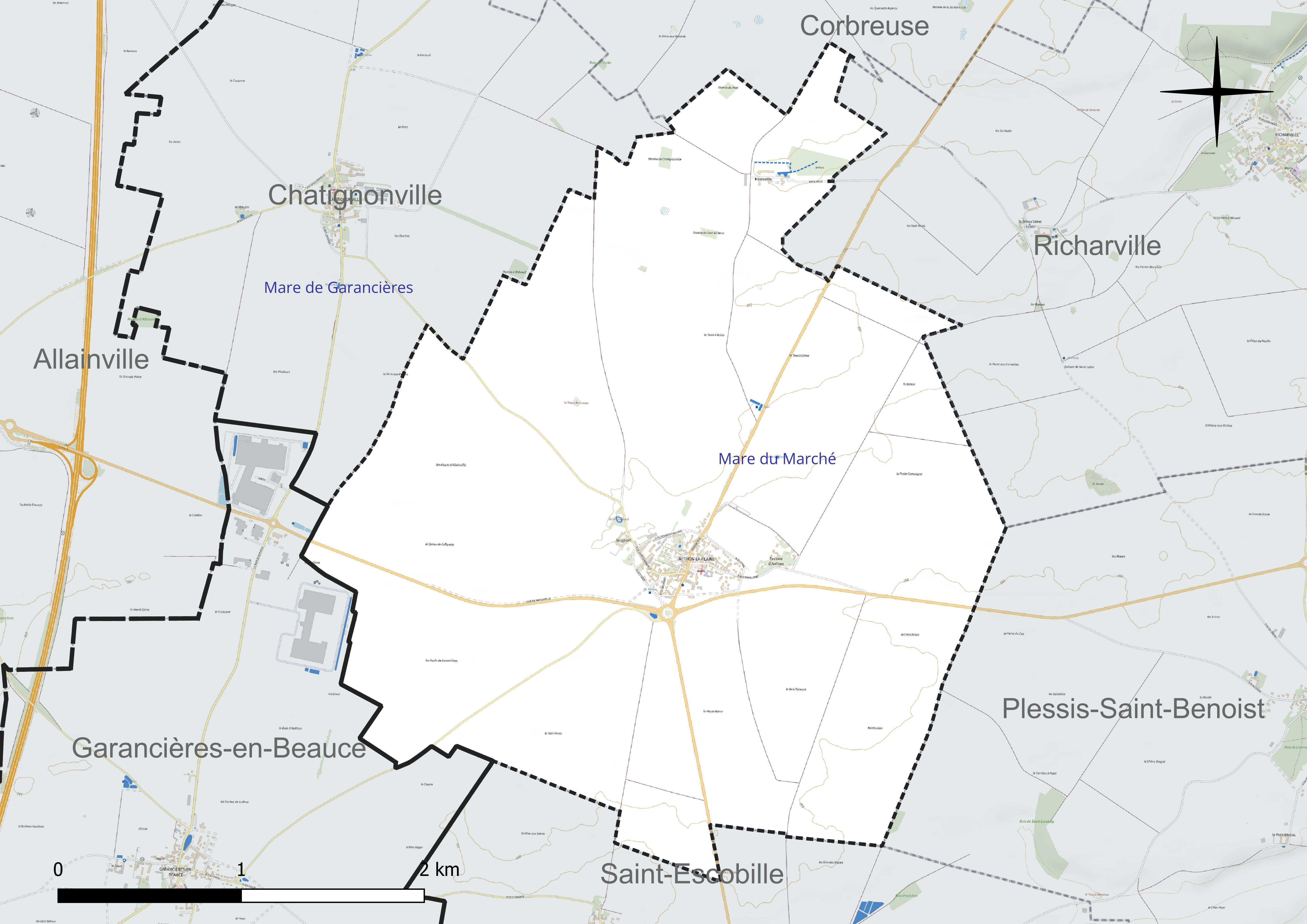
Carte hydrographique de la commune

Aucun cours d'eau ne draine la commune.

### Climat
Pour des articles plus généraux, voir Climat de l'Île-de-France et Climat de l'Essonne.
En 2010, le climat de la commune est de type climat océanique dégradé des plaines du Centre et du Nord, selon une étude du CNRS s'appuyant sur une série de données couvrant la période 1971-2000. En 2020, Météo-France publie une typologie des climats de la France métropolitaine dans laquelle la commune est exposée à un climat océanique altéré et est dans la région climatique Sud-ouest du bassin Parisien, caractérisée par une faible pluviométrie, notamment au printemps (120 à 150 mm) et un hiver froid (3,5 °C).
Pour la période 1971-2000, la température annuelle moyenne est de 10,7 °C, avec une amplitude thermique annuelle de 14,9 °C. Le cumul annuel moyen de précipitations est de 648 mm, avec 10,6 jours de précipitations en janvier et 7,7 jours en juillet. Pour la période 1991-2020, la température moyenne annuelle observée sur la station météorologique la plus proche, située sur la commune de Sainville à 7 km à vol d'oiseau, est de 11,3 °C et le cumul annuel moyen de précipitations est de 655,5 mm,. Pour l'avenir, les paramètres climatiques de la commune estimés pour 2050 selon différents scénarios d'émission de gaz à effet de serre sont consultables sur un site dédié publié par Météo-France en novembre 2022.

## Urbanisme

### Typologie
Au 1er janvier 2024, Authon-la-Plaine est catégorisée commune rurale à habitat dispersé, selon la nouvelle grille communale de densité à sept niveaux définie par l'Insee en 2022.
Elle est située hors unité urbaine. Par ailleurs la commune fait partie de l'aire d'attraction de Paris, dont elle est une commune de la couronne,. Cette aire regroupe 1 929 communes,.

### Occupation des sols

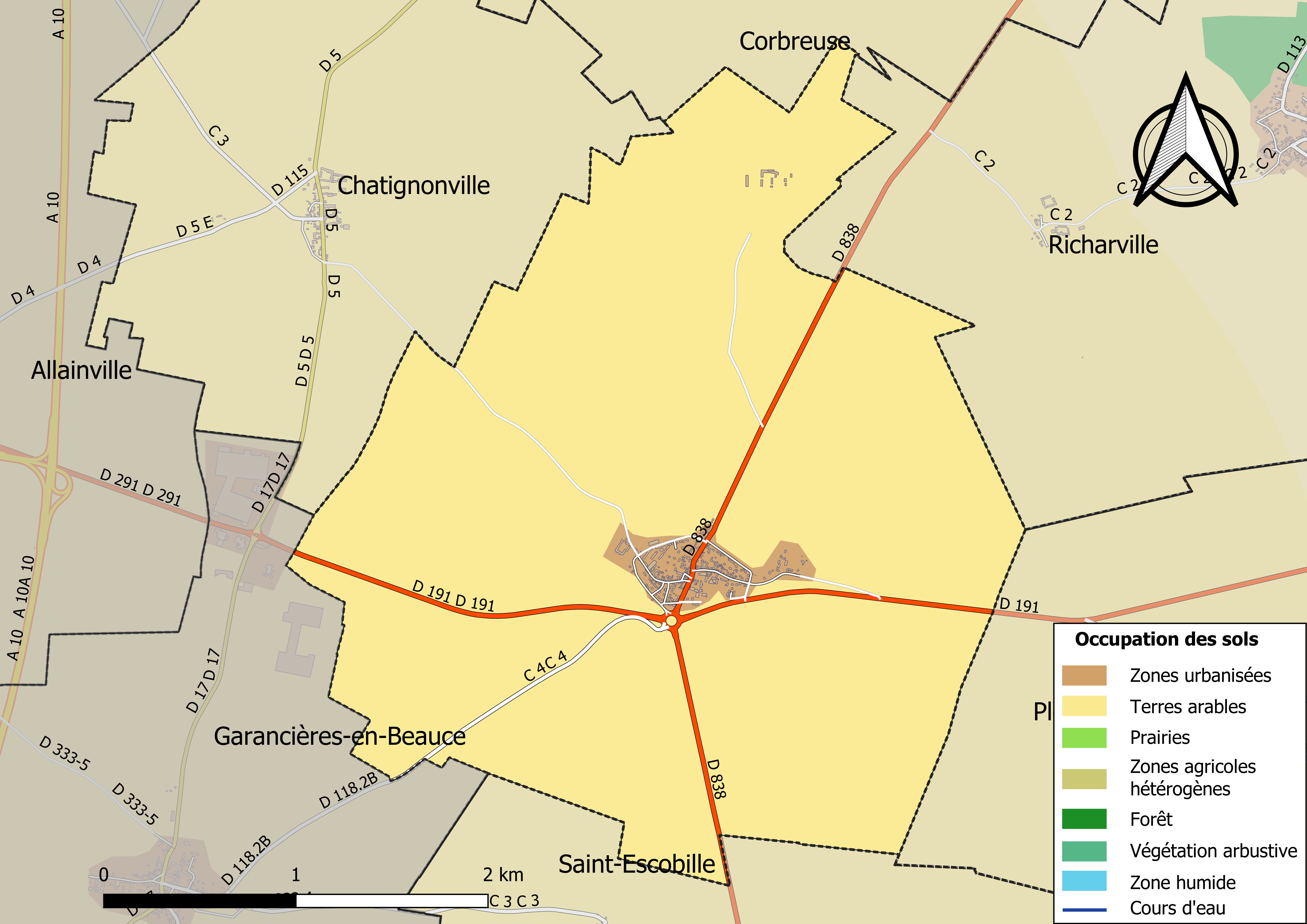
Carte des infrastructures et de l'occupation des sols de la commune en 2018 (CLC).

| Type d’occupation           | Pourcentage | Superficie (en hectares) |
| --------------------------- | ----------- | ------------------------ |
| Espace urbain construit     | 1,7 %       | 18,18                    |
| Espace urbain non construit | 0,5 %       | 5,49                     |
| Espace rural                | 97,7 %      | 1 027,79                 |
| Source : Iaurif-MOS 2008    |             |                          |

### Habitat et logement
En 2021, le nombre total de logements dans la commune était de 158, alors qu'il était de 155 en 2016 et de 151 en 2011. 
Parmi ces logements, 90,5 % étaient des résidences principales, 3,4 % des résidences secondaires et 6,1 % des logements vacants. Ces logements étaient pour 97,4 % d'entre eux des maisons individuelles et pour 2,6 % des appartements. 
Le tableau ci-dessous présente la typologie des logements à Authon-la-Plaine en 2021 en comparaison avec celle de l'Essonne et de la France entière. Une caractéristique marquante du parc de logements est ainsi une proportion de résidences secondaires et logements occasionnels (3,4 %) supérieure à celle du département (1,9 %) mais inférieure à celle de la France entière (9,7 %). 
| Typologie                                               | Authon-la-Plaine | Essonne | France entière |
| ------------------------------------------------------- | ---------------- | ------- | -------------- |
| Résidences principales (en %)                           | 90,5             | 91      | 82,2           |
| Résidences secondaires et logements occasionnels (en %) | 3,4              | 1,9     | 9,7            |
| Logements vacants (en %)                                | 6,1              | 7,2     | 8,1            |

## Toponymie
Attestée sous la forme Auton.
Comme pour les autres Authon et Autun, assez fréquents en Gaule, il est possible d'y voir le type toponymique Augustodunum (cf. Augustodunum > Autun). Il est composé d'un mot gaulois dunon « hauteur fortifiée », latinisé en dunum (tandis qu'en latin on aurait utilisé le terme oppidum), précédé du nom de l'empereur Augustus > Auguste.
La commune est créée avec le simple nom d'Authon, le déterminant complémentaire « la-Plaine » est ajoutée en 1801.

## Histoire
La commune de Plessis-Saint-Benoist est créée en 1884 par détachement d'Authon-la-Plaine. Plessis-Saint-Benoist était auparavant un écart de la paroisse d'Authon, situé dans la partie qui appartenait à l'abbaye de Saint-Benoît-sur-Loire sous l'Ancien Régime.

## Politique et administration

### Rattachements administratifs et électoraux

#### Rattachements administratifs
Antérieurement à la loi du 10 juillet 1964, la commune faisait partie du département de Seine-et-Oise. La réorganisation de la région parisienne en 1964 fit que la commune appartient désormais au département de l'Essonne et à son arrondissement d'Étampes, après un transfert administratif effectif au 1er janvier 1968.
Elle faisait partie depuis 1801 du canton de Dourdan-Sud du département de Seine-et-Oise. Lors de la mise en place de l'Essonne, elle intègre en 1967 le canton de Dourdan. Dans le cadre du redécoupage cantonal de 2014 en France, cette circonscription administrative territoriale a disparu, et le canton n'est plus qu'une circonscription électorale.

#### Rattachements électoraux
Pour les élections départementales, la commune fait partie depuis 2014 du canton d'Étampes.
Pour l'élection des députés, elle fait partie de la  troisième circonscription de l'Essonne.

### Intercommunalité
La commune était membre de la communauté de communes de l’Étampois, un établissement public de coopération intercommunale (EPCI) à fiscalité propre créé fin 2003 et auquel la commune avait transféré un certain nombre de ses compétences, dans les conditions déterminées par le code général des collectivités territoriales. Cette intercommunalité est  dissoute fin 2008 par un arrêt de la cour administrative d'appel de Versailles.
Celle-ci est remplacée le 1er janvier 2009 par la communauté de communes de l’Étampois Sud-Essonne. 
Cette intercommunalité se transforme en communauté d'agglomération sous le nom de communauté d'agglomération de l'Étampois Sud-Essonne le 1er janvier 2016, dont la commune est donc membre.

### Tendances et résultats politiques
Élections présidentielles
Résultats des deuxièmes tours :
- Élection présidentielle de 2002 : 86,34 % pour Jacques Chirac (RPR), 13,66 % pour Jean-Marie Le Pen (FN), 81,45 % de participation[16].
- Élection présidentielle de 2007 : 51,40 % pour Nicolas Sarkozy (UMP), 48,60 % pour Ségolène Royal (PS), 87,01 % de participation[17].
- Élection présidentielle de 2012 : 54,46 % pour François Hollande (PS), 45,54 % pour Nicolas Sarkozy (UMP), 83,76 % de participation[18].

Élections législatives
Résultats des deuxièmes tours :
- Élections législatives de 2002 : 57,35 % pour Geneviève Colot (UMP), 42,65 % pour Yves Tavernier (PS), 62,16 % de participation[19].
- Élections législatives de 2007 : 52,08 % pour Geneviève Colot (UMP), 47,92 % pour Brigitte Zins (PS), 57,87 % de participation[20].
- Élections législatives de 2012 : 62,35 % pour Michel Pouzol (PS), 37,65 % pour Geneviève Colot (UMP), 60,66 % de participation[21].

Élections européennes
Résultats des deux meilleurs scores :
- Élections européennes de 2004 : 27,66 % pour Harlem Désir (PS), 14,89 % pour Patrick Gaubert (UMP), 41,38 % de participation[22].
- Élections européennes de 2009 : 25,23 % pour Daniel Cohn-Bendit (Les Verts), 21,62 % pour Michel Barnier (UMP), 44,83 % de participation[23].

Élections régionales
Résultats des deux meilleurs scores :
- Élections régionales de 2004 : 54,48 % pour Jean-Paul Huchon (PS), 39,31 % pour Jean-François Copé (UMP), 65,09 % de participation[24].
- Élections régionales de 2010 : 61,79 % pour Jean-Paul Huchon (PS), 38,21 % pour Valérie Pécresse (UMP), 47,19 % de participation[25].

Élections cantonales et départementales
Résultats des deuxièmes tours :
- Élections cantonales de 2004 : 51,43 % pour Dominique Écharoux (UMP), 48,57 % pour Brigitte Zins (PS), 65,09 % de participation[26].
- Élections cantonales de 2011 : 56,76 % pour Dominique Écharoux (UMP), 43,24 % pour Maryvonne Boquet (PS), 45,38 % de participation[27].

Élections municipales
Données non significatives, les élections municipales de cette commune de moins de 1 000 habitants se faisant au scrutin plurinominal et non de liste.
Référendums
- Référendum de 2000 relatif au quinquennat présidentiel : 67,39 % pour le Oui, 32,61 % pour le Non, 27,75 % de participation[28].
- Référendum de 2005 relatif au traité établissant une Constitution pour l'Europe : 61,49 % pour le Non, 38,51 % pour le Oui, 76,69 % de participation[29].

### Liste des maires
Vingt-sept maires se sont succédé à la tête de l'administration d'Authon-la-Plaine depuis l'élection du premier en 1791.
| Période      | Période                       | Identité                                  | Étiquette | Qualité |
| ------------ | ----------------------------- | ----------------------------------------- | --------- | --- |
| 1791         | 1793                          | Jean-Jacques Pillas                       |           | |
| 1793         | 1801                          | M. Menard                                 |           | |
| 1801         | 1808                          | Jacques Pillas                            |           | |
| 1808         | 1815                          | Jules François Louis Lienard du Colombier |           | |
| 1815         | 1826                          | Pierre Péchard                            |           | |
| 1826         | 1831                          | Jean-Pierre Boivin                        |           | |
| 1831         | 1843                          | Alexandre Julien Boivin                   |           | |
| 1843         | 1851                          | Frédéric Masse                            |           | |
| 1851         | 1871                          | Éloi Victor Rabier                        |           | |
| 1871         | 1874                          | Victor Veston                             |           | |
| 1874         | 1876                          | Victor Auguste Marcille                   |           | |
| 1876         | 1878                          | Henri Rose Taillebois                     |           | |
| 1878         | 1878                          | Alphonse Mineau                           |           | |
| 1878         | 1884                          | Valentin Genet                            |           | |
| 1884         | 1887                          | Olivier Gau                               |           | |
| 1887         | 1892                          | Félix Parfait Perrot                      |           | |
| 1892         | 1896                          | Paul Guillot                              |           | |
| 1896         | 1904                          | Henri Perrot                              |           | |
| 1904         | 1924                          | Edmond Texier                             |           | |
| 1924         | 1945                          | Joseph Guillot                            |           | |
| 1945         | 1947                          | M. Rousseau                               |           | |
| 1947         | 1965                          | Robert Gry                                |           | |
| 1965         | 1977                          | Simone Maunoury                           |           | |
| 1977         | 2001                          | Michel Thirouin                           | DVD       | |
| 2001         | 2008                          | Claude Fauquet                            | DVD       | |
| 2008         | 2014                          | Brigitte Dessenne                         |           | Assistante dentaire |
| 2014         | août 2018                     | Daniel Berthe                             | SE        | Démissionnaire |
| octobre 2018 | En cours (au 31 octobre 2024) | Nicolas André                             |           | Cadre administratif et commercial d'entreprise Vice-président de la CA de l'Étampois Sud-Essonne (2020 → ) Réélu pour le mandat 2020-2026 |

→

## Équipements et services publics

### Enseignement
Les établissements scolaires d'Authon-la-Plaine sont rattachés à l'académie de Versailles.
En 2010, la commune dispose sur son territoire d'une école primaire publique. Cette école comprend trois classes de maternelle : une classe de petite section, une classe de moyenne section et une classe de grande section. Auparavant situées dans les bâtiments de la mairie et dans des préfabriqués (pour la classe de petite section), les trois classes disposent depuis la rentrée 2003/2004 de leurs propres bâtiments.
La restauration scolaires pour les écoles du Plessis Saint Benoist, de Mérobert et de Saint-Escobille s'effectue à Authon-la-Plaine.

### Postes et télécommunications
Le bureau de poste d'Authon-la Plaine a fermé en 2007, et est remplacé par un relai postal exploité par Authon-Pizza, un commerçant de la Grande-Rue. Pour les opérations qui ne sont pas réalisées dans ce relai, les habitants doivent se rendre au bureau de poste de Dourdan.

## Population  et société

### Démographie
Les habitants sont nommés les Authonais.

#### Évolution démographique
L'évolution du nombre d'habitants est connue à travers les recensements de la population effectués dans la commune depuis 1793. Pour les communes de moins de 10 000 habitants, une enquête de recensement portant sur toute la population est réalisée tous les cinq ans, les populations de référence des années intermédiaires étant quant à elles estimées par interpolation ou extrapolation. Pour la commune, le premier recensement exhaustif entrant dans le cadre du nouveau dispositif a été réalisé en 2006.

En 2022, la commune comptait 371 habitants, en évolution de −1,07 % par rapport à 2016 (Essonne : +2,89 %, France hors Mayotte : +2,11 %).
| 1793 | 1800 | 1806 | 1821 | 1831 | 1836 | 1841 | 1846 | 1851 |
| ---- | ---- | ---- | ---- | ---- | ---- | ---- | ---- | ---- |
| 616  | 619  | 616  | 611  | 641  | 634  | 666  | 678  | 694  |

| 1856 | 1861 | 1866 | 1872 | 1876 | 1881 | 1886 | 1891 | 1896 |
| ---- | ---- | ---- | ---- | ---- | ---- | ---- | ---- | ---- |
| 671  | 631  | 685  | 650  | 650  | 655  | 318  | 304  | 301  |

| 1901 | 1906 | 1911 | 1921 | 1926 | 1931 | 1936 | 1946 | 1954 |
| ---- | ---- | ---- | ---- | ---- | ---- | ---- | ---- | ---- |
| 292  | 300  | 286  | 293  | 301  | 309  | 285  | 304  | 257  |

| 1962 | 1968 | 1975 | 1982 | 1990 | 1999 | 2006 | 2011 | 2016 |
| ---- | ---- | ---- | ---- | ---- | ---- | ---- | ---- | ---- |
| 205  | 181  | 230  | 281  | 290  | 305  | 345  | 365  | 375  |

| 2021 | 2022 | - | - | - | - | - | - | - |
| ---- | ---- | - | - | - | - | - | - | - |
| 372  | 371  | - | - | - | - | - | - | - |

La chute démographique constatée entre les recensements de 1881 et 1886 est liée à l'érection en 1883 en commune autonome de Plessis-Saint-Benoist.

#### Pyramide des âges
En 2018, le taux de personnes d'un âge inférieur à 30 ans s'élève à 37,8 %, soit en dessous de la moyenne départementale (39,9 %). De même, le taux de personnes d'âge supérieur à 60 ans est de 18,9 % la même année, alors qu'il est de 20,1 % au niveau départemental.
En 2018, la commune comptait 176 hommes pour 196 femmes, soit un taux de 52,69 % de femmes, légèrement supérieur au taux départemental (51,02 %).
Les pyramides des âges de la commune et du département s'établissent comme suit.
| Hommes | Classe d’âge | Femmes |
| ------ | ------------ | ------ |
| 0,0    | 90 ou +      | 0,5    |
| 4,0    | 75-89 ans    | 1,5    |
| 17,5   | 60-74 ans    | 14,7   |
| 25,4   | 45-59 ans    | 21,2   |
| 19,8   | 30-44 ans    | 20,2   |
| 13,0   | 15-29 ans    | 18,7   |
| 20,3   | 0-14 ans     | 23,2   |

| Hommes | Classe d’âge | Femmes |
| ------ | ------------ | ------ |
| 0,5    | 90 ou +      | 1,4    |
| 5,4    | 75-89 ans    | 7,2    |
| 12,9   | 60-74 ans    | 13,9   |
| 20     | 45-59 ans    | 19,4   |
| 19,9   | 30-44 ans    | 20,1   |
| 20     | 15-29 ans    | 18,2   |
| 21,3   | 0-14 ans     | 19,8   |

### Lieux de culte

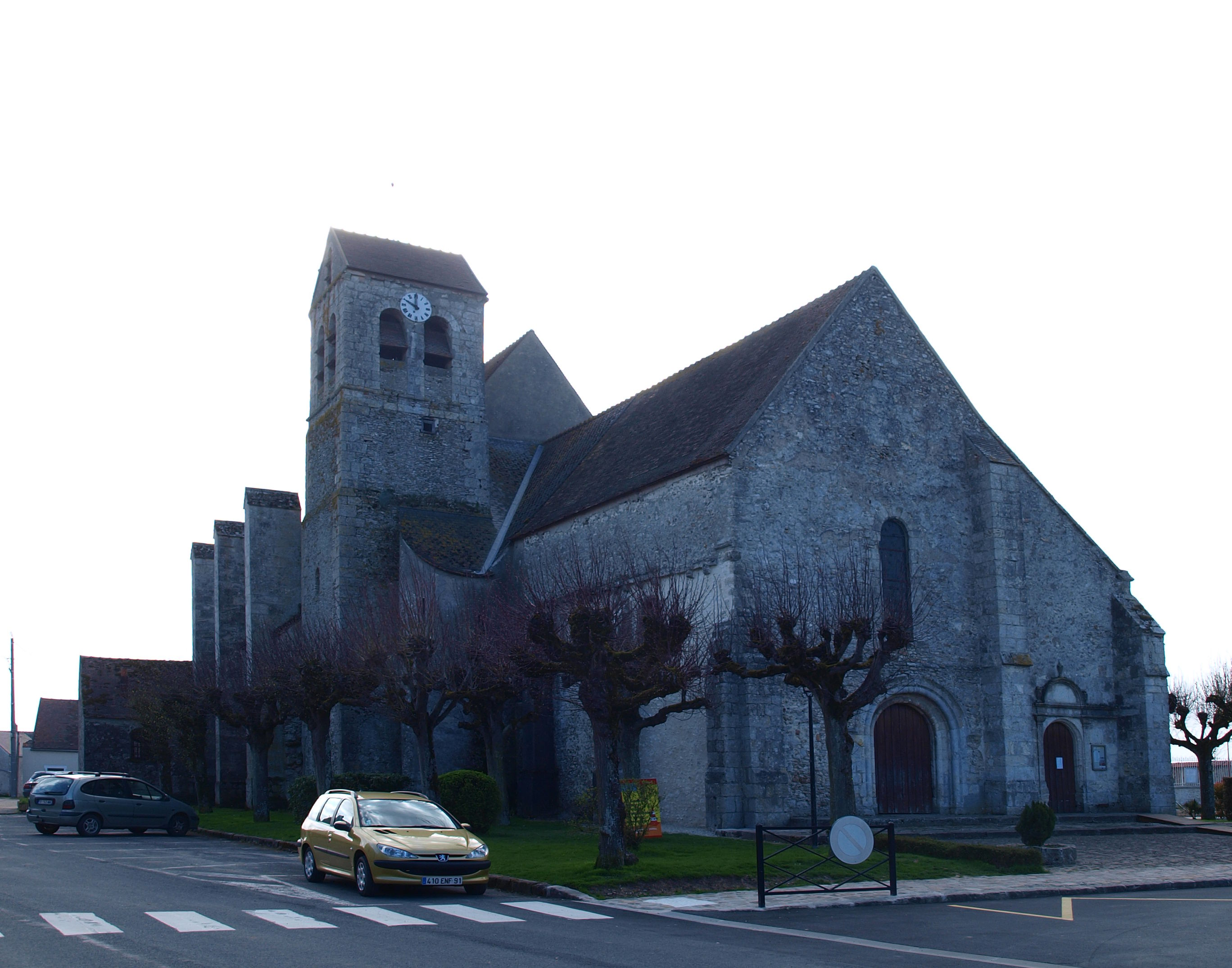
L'église.

La paroisse catholique d'Authon-la-Plaine dépend du secteur pastoral de Dourdan et du diocèse d'Évry-Corbeil-Essonnes. Elle dispose de l'église Saint-Aubin.

### Médias
L'hebdomadaire Le Républicain relate les informations locales. La commune est en outre dans le bassin d'émission des chaînes de télévision France 3 Paris Île-de-France Centre, IDF1 et Téléssonne intégré à Télif.

## Économie

### Emplois, revenus et niveau de vie
En 2010, le revenu fiscal médian par ménage était de 41 859 €, ce qui plaçait Authon-la-Plaine au 1 714e rang parmi les 31 525 communes de plus de 39 ménages en métropole.
| Répartition des emplois par catégories socioprofessionnelles en 2006. |              |                                           |                                                   |                            |                          |                           |
|                                                                       | Agriculteurs | Artisans, commerçants, chefs d’entreprise | Cadres et professions intellectuelles supérieures | Professions intermédiaires | Employés                 | Ouvriers                  |
| Authon-la-Plaine                                                      | -            | -                                         | -                                                 | -                          | -                        | -                         |
| Zone d'emploi de Dourdan                                              | 0,7 %        | 6,0 %                                     | 18,9 %                                            | 28,5 %                     | 26,3 %                   | 19,6 %                    |
| Moyenne nationale                                                     | 2,2 %        | 6,0 %                                     | 15,4 %                                            | 24,6 %                     | 28,7 %                   | 23,2 %                    |
| Répartition des emplois par secteurs d’activités en 2006.             |              |                                           |                                                   |                            |                          |                           |
|                                                                       | Agriculture  | Industrie                                 | Construction                                      | Commerce                   | Services aux entreprises | Services aux particuliers |
| Authon-la-Plaine                                                      | -            | -                                         | -                                                 | -                          | -                        | -                         |
| Zone d'emploi de Dourdan                                              | 1,7 %        | 10,4 %                                    | 7,5 %                                             | 11,8 %                     | 21,6 %                   | 6,9 %                     |
| Moyenne nationale                                                     | 3,5 %        | 15,2 %                                    | 6,4 %                                             | 13,3 %                     | 13,3 %                   | 7,6 %                     |
| Sources : Insee,                                                      |              |                                           |                                                   |                            |                          |                           |

## Culture locale et patrimoine
Un bosquet boisé au nord du territoire municipal a été recensé au titre des espaces naturels sensibles par le conseil général de l'Essonne.
L'église Saint-Aubin construite entre les XIIIe et XVIe siècles a été inscrite aux monuments historiques le 24 juin 1987.